# Ildikó Enyedi
Ildikó Enyedi (ur. 15 listopada 1955 w Budapeszcie) – węgierska reżyserka i scenarzystka filmowa.

## Życiorys
Jej ojciec György był geografem i ekonomistą. W 1974 studiowała na uniwersytecie w Montpellier, później w latach 1975–1978 na Uniwersytecie Ekonomicznym im. Karola Marksa, a w latach 1979–1984 na Akademii Teatralno-Filmowej w Budapeszcie. W latach 1978–1984 należała do grupy artystycznej Indigo, a następnie pracowała z Balázs Béla Stúdió – jedynym niezależnym studiem filmowym w państwach bloku wschodniego, w którym też zrealizowała swoje pierwsze filmy. Początkowo tworzyła filmy krótkometrażowe.
Zdobyła Złotą Kamerę za najlepszy debiut reżyserski na 42. MFF w Cannes za film Mój wiek XX (1989). Film ten był również węgierskim kandydatem do Oscara dla najlepszego filmu nieanglojęzycznego podczas 62. ceremonii rozdania Nagród Akademii Filmowej, jednakże nie otrzymał nominacji, a także znalazł się na liście 53 najlepszych węgierskich filmów XX wieku. 
W 1991 otrzymała nagrodę Béli Balázsa, a dwa lata później zdobyła główną nagrodę Europejskiego Festiwalu Filmów Dokumentalnych w Neubrandenburgu. W 1989 zasiadała w jury na MFF w San Sebastián, w 1992 – 42. MFF w Berlinie, w 2007 – MFF w Moskwie, a w 2017 – 74. MFF w Wenecji. 
W 2017 zdobyła Złotego Niedźwiedzia na 67. Berlinale za film Dusza i ciało. Film ten został również węgierskim kandydatem do Oscara dla najlepszego filmu nieanglojęzycznego podczas 90. ceremonii rozdania Nagród Akademii Filmowej. W 2018 przewodniczyła jury na MFF w Sofii.
W 2019 rozpoczęła pracę nad kolejnym filmem, The Story of My Wife. Pod koniec 2020 roku film był w postprodukcji. Ostatecznie premiera filmu odbyła się 23 września 2021, choć już w lipcu został on pokazany na festiwalu w Cannes. Produkcja ukazała się w Polsce pod tytułem Historia mojej żony i jest ekranizacją powieści Milána Füsta.
W 1989 poślubiła Wilhelma Drostego, niemieckiego politologa i publicystę, z którym ma dwoje dzieci: córkę Júlię (ur. 1990) i syna Györgya. W 2002 odznaczona Krzyżem Oficerskim Orderu Zasługi. Przez wiele lat wykładała na Akademii Teatralno-Filmowej w Budapeszcie.
Przewodniczyła obradom jury sekcji "Cinéfondation" na 76. MFF w Cannes (2023).

## Filmografia
Na podstawie:

### Filmy pełnometrażowe
- Vakond (1986)
- Mój wiek XX (1989)
- Magiczne kule (1994)
- A gyár (1995)
- Tamás és Juli (1997)
- Szymon Mag (1999)
- Dusza i ciało (2017)
- Historia mojej żony (2021)

### Filmy i seriale telewizyjne
- Téli hadjárat (1991)
- Ország és irodalom (1999)
- Mi volt ez az egész? (dokumentalny, 2004)
- Terápia (od 2012) – węgierska wersja izraelskiego serialu BeTipul

### Filmy krótkometrażowe
- Flirt (Hipnózis) (1980)
- A néző (1981)
- Rózsalovag (1984)
- Invázió (1985)
- Új könyvek (1985)
- Lidércek (1988)
- Első szerelem (2008)